# Qu Chuxiao
Qu Chuxiao (chino simplificado: 屈楚萧) es un actor chino.

## Biografía
Entrenó en la Academia Central de Drama (inglés: "Central Academy of Drama") de donde se graduó en el 2007.

## Carrera
Es miembro de la agencia "FWS (北京喜天影视文化有限公司)". 
En 2017 se unió al elenco recurrente de la serie Rule the World donde interpretó al inteligente y valiente Aisin Gioro Dorgon, el decimocuarto hijo de Nurhaci (Jing Gangshan) y un gran estratega militar. 
El 24 de julio del 2018 se unió al elenco principal de la serie Bloody Romance (媚者无疆) donde dio vida a Chang An, un descendiente del clan imperial de la dinastía Tang.
Participó en sesiones fotográficas para "Grazia", "Chic Magazine", "Insnap Vision", "Cee" y "Our Street Style" junto a Li Yitong.
Ese mismo año se unió al elenco recurrente de la serie Ruyi's Royal Love in the Palace donde interpretó al inteligente y sensible Aisin-Gioro Yongqi, el Príncipe Rong, el hijo del Emperador Aisin-Gioro Hongli (Qianlong) (Wallace Huo) y Keliyete Hailan. Los actores Bian Cheng y Wuze Jinxi interpretaron a Yongqi de pequeño.
El 5 de febrero de 2019 se unió al elenco principal de la película de ciencia ficción The Wandering Earth donde dio vida a Liu Qi (刘启), un miembro del equipo de rescate y el hijo del astronauta Liu Peiqiang (Wu Jing).
Ese mismo año se unirá al elenco principal de la serie Mystery of Antiques 3.

## Filmografía

### Series de televisión
| Año             | Título                          | Personaje                   | Notas        |
| --------------- | ------------------------------- | --------------------------- | ------------ |
| 2022            | Shining For One Thing           | Zhang Wansen                | 24 episodios |
| 2020 - presente | Love Will Tear Us Apart         | -                           |              |
| 2020 - presente | Mystery of Antiques 3           | Xu Yicheng                  |              |
| 2018            | Ruyi's Royal Love in the Palace | Príncipe Aisin-Gioro Yongqi |              |
| 2018            | Bloody Romance                  | Chang An / Xie Huan         | 36 episodios |
| 2017            | Rule the World                  | Príncipe Dorgon             |              |
| 2016            | My Fair Lady                    | Chen Yan                    |              |

### Películas
| Año  | Título                  | Personaje       | Notas                                                  |
| ---- | ----------------------- | --------------- | ------------------------------------------------------ |
| 2021 | Love Will Tear Us Apart | -               | junto a Zhang Jingyi                                   |
| 2020 | Onmyoji (Shi Shen Ling) | -               | junto a Chen Kun, Zhou Xun y Shen Yue                  |
| 2019 | Oh Boy!                 | Yang            |                                                        |
| 2019 | Graduating              | Xiao Jin        |                                                        |
| 2019 | Love Will Tear Us Apart | -               | junto a Zhang Jingyi                                   |
| 2019 | Big Shots               | Joven con Sueño | (corto de GQ China)                                    |
| 2019 | The Wandering Earth     | Liu Qi          | junto a Li Guangjie, Wu Meng Da, Zhao Jinmai y Wu Jing |
| 2018 | Twenty                  | Liu Da          | junto a Ye Zi Chen y Korn Kong                         |
| 2017 | Father and Son          | Michael         | junto a Dong Chengpeng y Crystal Zhang (cameo)         |

### Revistas / sesiones fotográficas
| Año  | Título                               | Notas                       |
| ---- | ------------------------------------ | --------------------------- |
| 2020 | Madame Figaro Park                   |                             |
| 2019 | Nylon China                          | (publicación de diciembre)  |
| 2019 | 出色WSJ                              | (publicación de noviembre)  |
| 2019 | Men’s Health                         | (publicación de octubre)    |
| 2019 | Icon-F Magazine                      | (publicación de septiembre) |
| 2019 | GQ China                             | (tema: "All Eyes On You")   |
| 2019 | Esquire Fine - Spring/Summer Edition |                             |
| 2019 | Leon Young Magazine                  | (publicación de agosto)     |
| 2019 | The NY Times Travel Magazine China   | (publicación de junio)      |
| 2018 | Our Street Style China               | junto a Li Yitong           |
| 2018 | Insnap Vision                        | junto a Li Yitong           |
| 2018 | Grazia China                         | junto a Li Yitong           |

### Embajador
| Año    | Título    | Notas |
| ------ | --------- | ----- |
| 2019 - | Lululemon |       |

### Eventos
| Año  | Título                                  | Notas |
| ---- | --------------------------------------- | ----- |
| 2020 | Audemars Piguet Watch Launch Conference |       |

## Discografía

### Single
| No.  | Canción                    | Álbum                   | Notas               |
| ---- | -------------------------- | ----------------------- | ------------------- |
| 2018 | Waiting For You (一生等你) | OST de "Bloody Romance" | (versión masculina) |

## Premios y nominaciones
| Año  | Categoría                                | Premio             | Trabajo        | Resultado |
| ---- | ---------------------------------------- | ------------------ | -------------- | --------- |
| 2018 | Best New Perfomer in a Television Series | 24th Huading Award | Bloody Romance | Nominado  |